# Сабри, Икрима Саид
Икрима Саид Сабри (араб. عكرمة سعيد صبري‎)
(1939, Калькилия) — Великий муфтий Иерусалима и Палестины в период с октября 1994 по июль 2006 годы. Был назначен Ясиром Арафатом. Имеет докторскую степень египетского университета Аль-Азхар. В июле 2006 года снят с должности Великого муфтия Иерусалима Махмудом Аббасом из-за его растущей популярности и публичного выражения своих политических взглядов.

## Биография
Отец Икримы Саида Сабри был судьей в Наблусе. Сабри женат, имеет пятерых детей.

## Образование
До 1963 года Икрима Сабри учился в Багдаде, где изучал исламское право и арабский язык и получил степень бакалавра. В 1989 году в университете Наблуса он получил степень магистра, а в 2001 году Сабри окончил университет Аль-Азхар.

## Проповедническая деятельность
Шейх Икрима Саид Сабри ранее на протяжении многих лет являлся главным проповедником мечети Аль-Акса. По своим взглядам Сабри близок к радикальному клерикализму «Братьев мусульман». Израильские власти обвиняли его в разжигании религиозной розни. В 2006 г. был заменён с поста великого муфтия более умеренным Мухаммадом Ахмадом Хусейном.

## Скандалы
В 1999 году в интервью по поводу политической ситуации на Храмовой горе, Икрима Саид Сабри заявил, что если евреи хотят мира, то им следует держаться подальше от мечети аль-Акса. По словам Сабри большинство евреев хотят разрушить мечеть и они готовятся к этому.
В 2000 году в интервью итальянской газете La Repubblica, Сабри говоря о Холокосте, заявил, что жертв Холокоста было гораздо меньше 6 миллионов и что не его вина в том, что Гитлер ненавидел евреев.
20 февраля 2005 года, Сабри комментируя убийство премьер-министра Ливана Рафика Харири заявил, что тот, кто изучает Протоколы сионских мудрецов и, в частности Талмуд может обнаружить, что одна из целей этих протоколов является причиной неспокойствия во всем мире.